# Basion

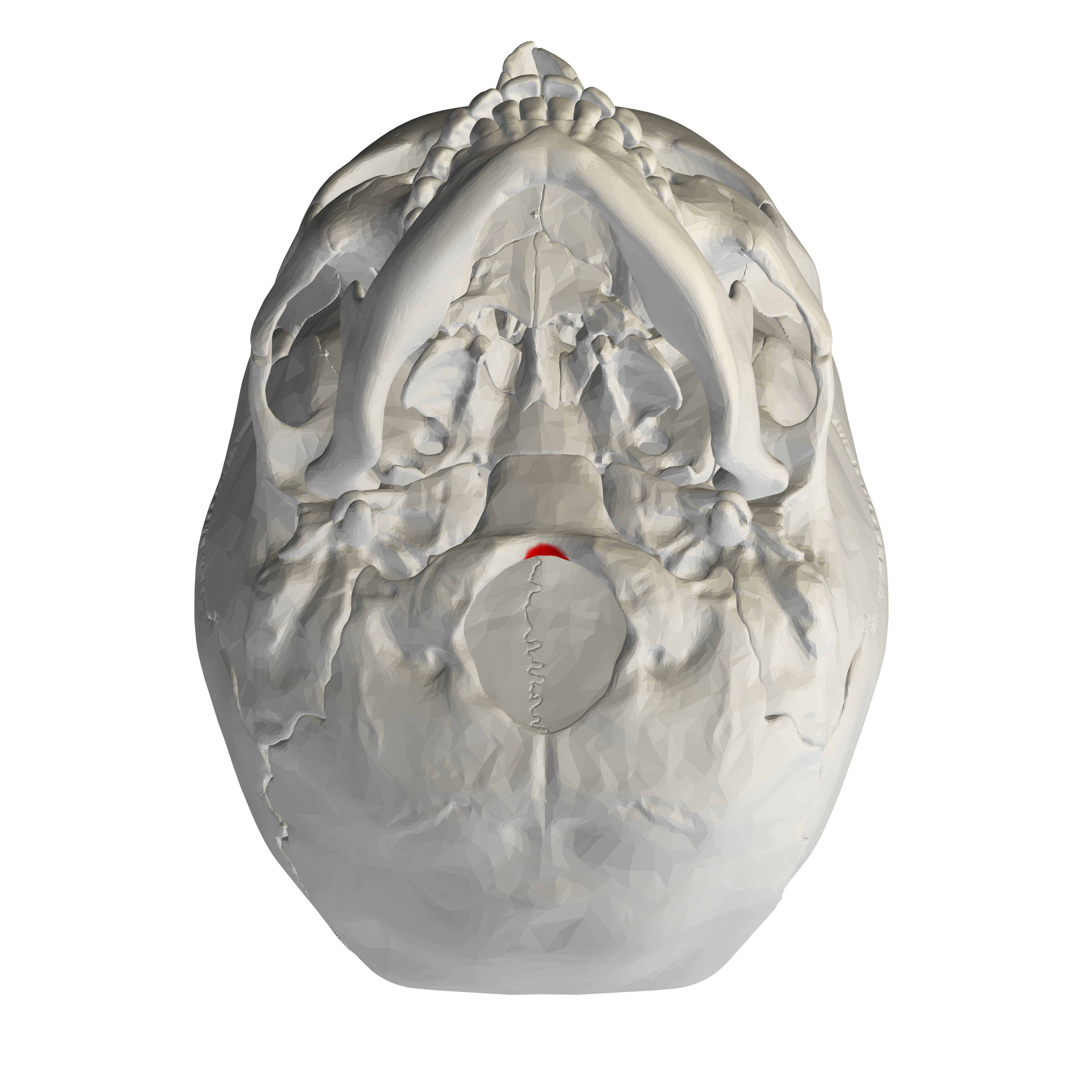
Menschlicher Schädel (von unten) mit Basion (rot)

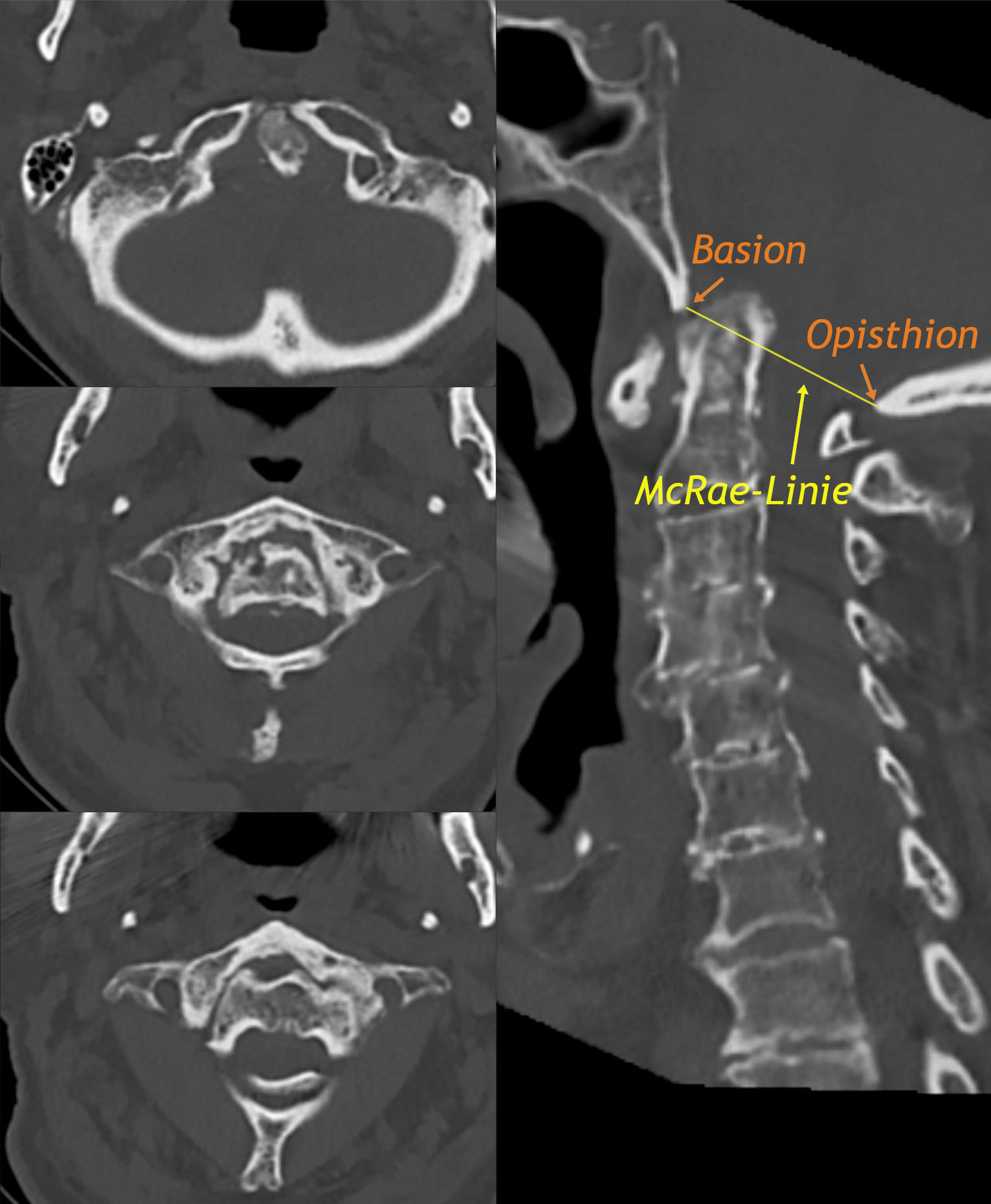
Basion, Opisthion und McRae-Linie bei einem Fall von basilärer Impression wohl als Folge einer rheumatoiden Arthritis.

Basion ist eine anatomische Bezeichnung für den vorderen (ventralen) Mittelpunkt des großen Hinterhauptlochs (Foramen magnum) an der Schädelbasis. Es wird als anatomische Landmarke für Messungen am Schädel benutzt. Die Linie vom Basion zum Opisthion wird als McRae-Linie bezeichnet.